# إنكوغنيتو إنترتنمنت
إنكوغنيتو إنترتنمنت (بالإنجليزية: Incognito Entertainment)‏ ، هي شركة أمريكية لتطوير ألعاب فيديو مرخصة من شركة سوني كمبيوتر إنترتينمنت ، بدأت نشاطها عام 1999 وأعلنت حلها عام 2009م.

## وصلات خارجية
- Eat Sleep Play official website
- Lightbox Interactive official website